# 66º Campeonato Brasileiro Absoluto de Xadrez
O 66º Campeonato Brasileiro Absoluto de Xadrez foi uma competição de xadrez organizada pela CBX referente ao ano de 1999. Sua fase final disputada na cidade de Brasília (DF) de 19 a 25 de janeiro de 1999. E teve como campeão o GM Giovanni Vescovi.

## Fase final
Os 22 finalistas disputaram o campeonato no sistema suíço.
Sistema de pontuação
- 1,0 ponto por vitória e Bye
- 0,5 ponto por empate
- 0,0 ponto por derrota

| Pos | Jogador                   | UF | Pontos | Prog | Buch | Vit. | R1      | R2      | R3      | R4      | R5      | R6      | R7      | R8      | R9      |
| --- | ------------------------- | -- | ------ | ---- | ---- | ---- | ------- | ------- | ------- | ------- | ------- | ------- | ------- | ------- | ------- |
| 1º  | Giovanni Vescovi          | SP | 8,0    | 40,5 | 46,5 | 7    | 11º vit | 05º vit | 04º vit | 02º emp | 16º vit | 03º vit | 06º emp | 15º vit | 09º vit |
| 2º  | Eduardo Thélio Limp       | SP | 7,5    | 39,5 | 46,5 | 6    | 12º vit | 14º vit | 15º vit | 01º emp | 11º vit | 10º vit | 04º emp | 03º emp | 06º vit |
| 3º  | Charles Gauche            | SC | 6,0    | 29,5 | 48,5 | 5    | 20º emp | 10º vit | 06º vit | 04º der | 08º vit | 01º der | 07º vit | 02º emp | 05º vit |
| 4º  | Jefferson Pelikian        | SP | 5,5    | 30,0 | 47,5 | 4    | 21º vit | 13º vit | 01º der | 03º vit | 10º der | 11º vit | 02º emp | 05º emp | 08º emp |
| 5º  | Vitório Chemin            | SC | 5,0    | 27,0 | 40,5 | 4    | 18º vit | 01º der | 21º vit | 16º der | 19º vit | 15º emp | 12º vit | 04º emp | 03º der |
| 6º  | Everaldo Matsuura         | SP | 5,0    | 25,0 | 47,5 | 4    | 09º vit | 15º der | 03º der | 21º vit | 07º emp | 08º vit | 01º emp | 10º vit | 02º der |
| 7º  | Edson Tsuboi              | SP | 5,0    | 23,0 | 37,0 | 3    | 22º emp | 08º emp | 11º der | 18º vit | 06º emp | 16º vit | 03º der | 12º emp | 15º vit |
| 8º  | Wagner Peixoto Guimarăes  | RJ | 5,0    | 22,5 | 41,5 | 4    | 10º der | 07º emp | 12º vit | 13º vit | 03º der | 06º der | 21º vit | 16º vit | 04º emp |
| 9º  | Ricardo Benares Cruz      | SC | 5,0    | 22,0 | 38,0 | 5    | 06º der | 16º der | 17º vit | 20º vit | 15º der | 21º vit | 18º vit | 11º vit | 01º der |
| 10º | Luís Henrique Coelho      | DF | 4,5    | 25,5 | 44,5 | 3    | 08º vit | 03º der | 13º emp | 19º vit | 04º vit | 02º der | 15º emp | 06º der | 17º emp |
| 11º | Paulo Cezar Haro          | SP | 4,5    | 24,5 | 46,5 | 4    | 01º der | 18º vit | 07º vit | 15º vit | 02º der | 04º der | 16º vit | 09º der | 12º emp |
| 12º | Adriano Valle de Sousa    | DF | 4,5    | 20,5 | 43,0 | 3    | 02º der | 19º emp | 08º der | 14º vit | 13º vit | 17º vit | 05º der | 07º emp | 11º emp |
| 13º | Francisco Dejeanne        | RS | 4,5    | 18,5 | 34,0 | 4    | 17º vit | 04º der | 10º emp | 08º der | 12º der | 14º der | bye     | 20º vit | 19º vit |
| 14º | Hilton Carlos Ríos Filho  | RJ | 4,5    | 17,5 | 36,0 | 4    | 19º vit | 02º der | 16º der | 12º der | 17º der | 13º vit | 20º emp | 21º vit | 18º vit |
| 15º | Rodrigo Disconzi da Silva | SP | 4,0    | 25,5 | 48,5 | 3    | 16º vit | 06º vit | 02º der | 11º der | 09º vit | 05º emp | 10º emp | 01º der | 07º der |
| 16º | Andrey de Souza Neves     | AM | 4,0    | 22,0 | 41,0 | 4    | 15º der | 09º vit | 14º vit | 05º vit | 01º der | 07º der | 11º der | 08º der | bye     |
| 17º | Agostinho Silva Sobrinho  | PI | 4,0    | 15,5 | 31,5 | 3    | 13º der | 21º der | 09º der | bye     | 14º vit | 12º der | 19º vit | 18º emp | 10º emp |
| 18º | Werton Bastos             | PI | 3,0    | 15,0 | 34,0 | 2    | 05º der | 11º der | bye     | 07º der | 20º vit | 19º emp | 09º der | 17º emp | 14º der |
| 19º | Erasmo Leite Jr           | DF | 3,0    | 15,0 | 33,0 | 2    | 14º der | 12º emp | 20º vit | 10º der | 05º der | 18º emp | 17º der | bye     | 13º der |
| 20º | Guilherme Bueno de Paula  | GO | 3,0    | 14,5 | 29,5 | 1    | 03º emp | 22º emp | 19º der | 09º der | 18º der | bye     | 14º emp | 13º der | 21º emp |
| 21º | Marcos Roland             | DF | 2,5    | 13,5 | 37,0 | 2    | 04º der | 17º vit | 05º der | 06º der | bye     | 09º der | 08º der | 14º der | 20º emp |
| 22º | Peter Toth                | RJ | 1,0    | 8,5  | 8,0  | 0    | 07º emp | 20º emp | -       | -       | -       | -       | -       | -       | -       |

- Peter Toth desistiu após a 2ª rodada por motivo de doença